# NASCAR

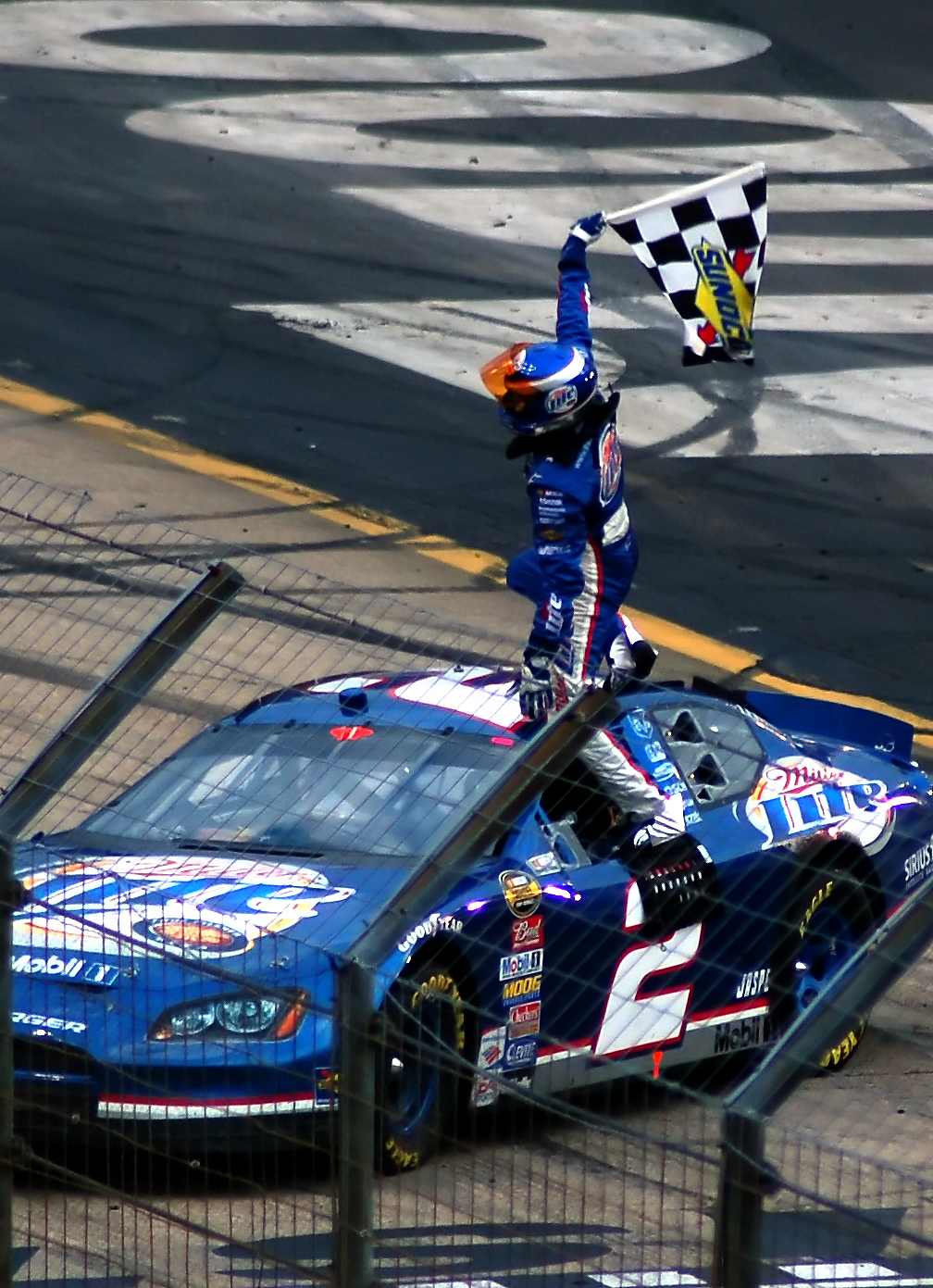
Kurt Busch győzelme Bristolban

A NASCAR (National Association for Stock Car Auto(mobile) Racing, azaz Széria (gyári) Autók Versenyének Nemzeti Szövetsége) az Amerikai Egyesült Államok legnagyobb autóverseny sorozatokat működtető szervezete. A NASCAR által felügyelt és szervezett versenysorozatok – a Cup Series, a Nationwide Series és a Camping World Truck Series – a legnépszerűbbek az amerikai technikai sportok között. Ezek mellett több kisebb regionális versenysorozatot is felügyel.
A szövetség hivatalosan 1948. február 21-én kezdte meg működését. Lefektették a korábban amatőr szervezésben és eltérő szabályok szerint működő versenyek egységes követelményét és szabályrendszerét. Az első teljes versenyévad 1949-ben zajlott, 5000 dolláros összdíjazással.
Az évek során a kupasorozat újabb pályákkal és helyszínekkel bővült, népszerűsége évről évre nőtt. Az első televíziós közvetítésre 1979-ben került sor, amikor az évadnyitó Daytona 500-as futamot az egyik amerikai televíziótársaság műsorára tűzte. A televíziós közvetítések miatt a versenysorozat egyre kedveltebbé vált a szponzorok körében is, így az 1980-as évek végére már jelentős üzletté nőtte ki magát. Népszerűsége azóta is töretlen.

## Története

### 1920-as és 1930-as évek
A gyökerek egészen a húszas-harmincas évekbe, az amerikai szesztilalom korába nyúlnak vissza, amikor a szeszcsempészek a saját kezűleg tuningolt autóikkal próbáltak kereket oldani az őket üldöző rendőröktől és szabadidejükben, kiegészülve csóró autószerelőkkel és egyéb kalandvágyó fiatalokkal, rögtönzött pályákon szórakoztatták magukat. Ezzel megszületett a szériaautó (stock-car) versenyzés.
A második világháborút követő években indult további fejlődésnek a szériaautós versenyzés. Az országszerte található pályák folyamatosan kezdték magukhoz vonzani a versenyzőket, hogy összemérjék tudásukat az egyre növekvő közönség előtt. Kezdetben még ez egy igen kicsi szervezet volt és a szabályok még versenypályáról versenypályára változtak. Egyes pályákon csak ideiglenesen összetákolt épületek voltak, máshol korszerűbbek voltak a versenyzők számára, de a közönség befogadására alkalmatlanabbak. Megint máshol megvolt a jó feltétel mind a versenyzőknek, mind a nézőknek, de képtelenek voltak összeegyeztetni a helyi versenyszabályokat a szomszédos pályákkal.

### 1940-es évek
1947 decemberében Bill France, Sr. (1909. szeptember 26. - 1992. június 7.) a floridai Streamline Hotelben megszervezett egy találkozót, hogy megvitathassák a széria autó versenyzés alapszabályait (France néhány évvel korábban érkezett Washingtonból Daytona Beach-re, hogy szervizműhelyet nyisson a környéken, valamint támogassa a versenyeket a helyi, híres tengerparti pályán, ahol gyakran ő maga is indult). Ebből az egyszerű találkozóból megszületett a NASCAR. Természetesen voltak szkeptikusok, akik szerint ez a szervezet sosem lesz majd működőképes, de France hitt abban, hogy a sportágnak pontosan erre van szüksége és maga előtt látta azt a jövőképet, ami a NASCAR napjainkban.

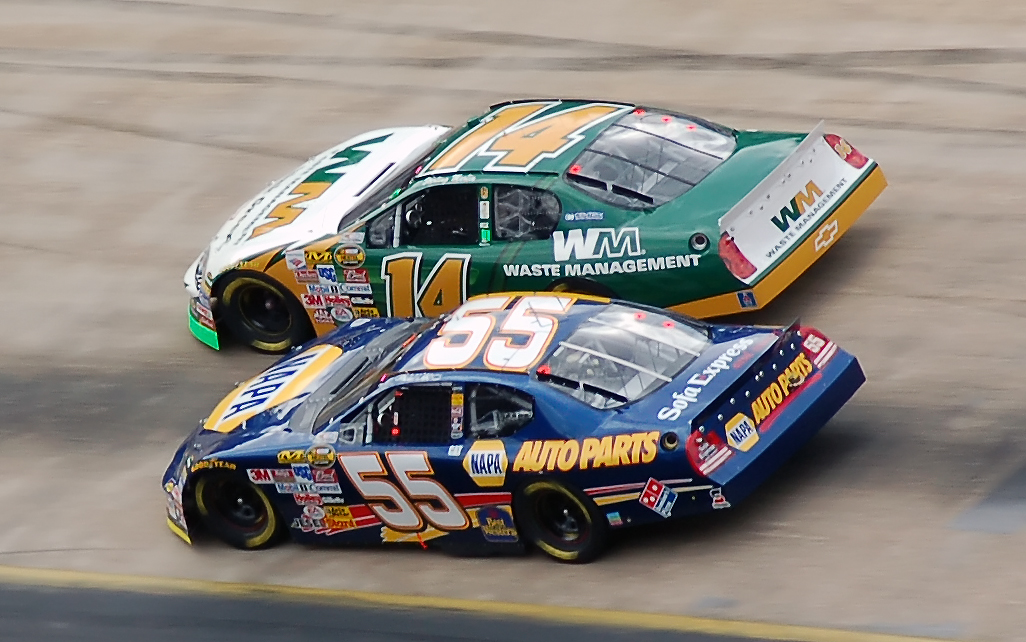
Sterling Marlin és Michael Waltrip

A dolgok gyorsan követték egymást. Az első NASCAR-felügyelet mellett megtartott versenyt 1948. február 15-én rendezték meg Daytona Beach-en, csupán két hónappal a találkozó után. A győztes az atlantai széria autós legenda, Robert "Red" Byron (1915. március 12-1960. november 11.) volt, aki egy Ford Modifieddel állt rajthoz. Hat nappal később, február 21-én a NASCAR-t már bejegyzett egyesületként tartották számon. Viszont az 1949-es év volt az, amikor megszületett a mai NASCAR Nextel Cup Series, Amerika első számú versenyosztálya. Az első Kupa verseny összdíjazása 5000 dollár volt és egy kétmérföldes (3,6 km-es) pályán bonyolították le Dél-Floridában. (A legelső hivatalos versenyen kilenc autómárka képviseltette magát a pályán: Buick, Cadillac, Chrysler, Ford, Hudson, Kaiser, Lincoln, Mercury és Oldsmobile).
Majd ezt egy 150 mérföldes (241 km-es) összecsapás követte a 3/4 mérföldes (1,2 km-es), ovális Charlotte Speedway-en, itt Jim Roper (1916. augusztus 13-2000. június 23.) szerezte meg a kockás zászlót. Óriási tömeg látogatott ki a versenyre, hogy megnézhessék a külsőleg utcai autókra hasonlító járgányok "kilincs a kilincsen" küzdelmét. Az új versenyszéria útjára indult és sikeres volt. 1949-ben mindössze nyolc futamot bonyolítottak le.

### 1950-es évek
A sikeres tervek azonnal nagyobb és gyorsabb versenyeket és egyre több, izgalomra kiéhezett nézőt hoztak a pályákra és a pályák köré. Kevesebb mint egy évvel később, 1950-ben az ország első aszfaltborítású pályája, a dél-karolinai Darlington Raceway megnyitotta kapuit az új széria előtt. Az első évtizedben a NASCAR Kupaversenyei hatalmas fejlődést mutattak. Emberekből hősök lettek, a szurkolók tátott szájjal néztek minden egyes pillanatot és álmodoztak, hogy egyszer talán Ők is vezethetnek majd hasonló autót. Olyan nevek, mint Lee Petty, Fireball Roberts, Buck Baker, Herb Thomas, a Flock testvérek, Bill Rexford, Paul Goldsmith és mások, hasonló ismertségre tettek szert az emberek között, mint például Mickey egér vagy az akkori nagy baseball sztárok.
1954-ben France bejelentette, hogy egy 2,5 mérföldes (4 km-es), meredek dőlésszögű pályát épít Daytona Beach-en, a tengerparttól hat kilométerre. Az építkezések 1957 novemberében kezdődtek meg és 1959-ben fejeződtek be. France együtt harcolt a várossal a versenyengedélyek megszerzéséért. A NASCAR első évtizedének végére a város nem csak egyszerűen a gyökeret jelentette a sportágnak, hanem már túl is nőtte a tengerpartot és átköltözött a Daytona International Speedway-re. A hosszú hátsó egyenesével és az elsöprő lendületű, 30 foknál is meredekebb kanyarjaival a 2,5 mérföldes tri-ovál a világ legnagyszerűbb versenypályája volt.

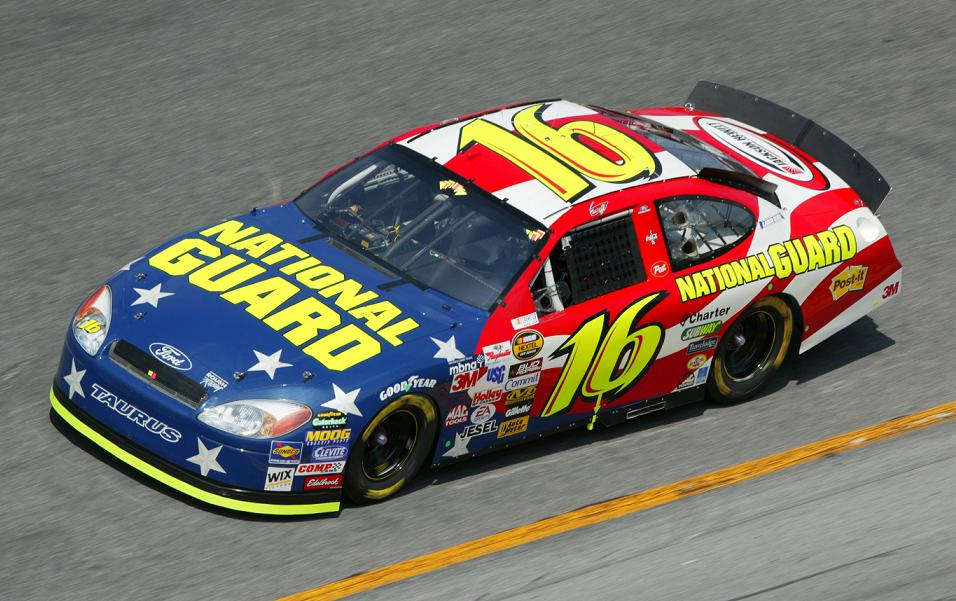
Greg Biffle

Az új pályán elsőként egy 100 mérföldes (160 km-es) NASCAR Convertible Division versenyt rendeztek 1959. február 20-án. Ezen az eseményen a nézőknek olyan látványban volt részük, ami addig is már milliókat vonzott a NASCAR-ra – szoros versenyben. A legelső Daytona 500 pedig nagyon szoros befutót hozott Lee Petty és Johnny Beauchamp között. A bírák három napig tanulmányozták a célfotót, mielőtt kihirdették győztesnek az 1959-es Oldsmobile-lal induló Petty-t.

### 1960-as évek
A következő évben (1960-ban) superspeedwayeket nyitottak Atlanta és az észak-karolinai Charlotte mellett. Az ABC tv-csatorna bejátszásokat közölt az 1961-es daytona beach-i Firecracker 250-ről a "Wide World of Sports" műsorában. Újabb hősök születtek, mint például Lee Petty fia, Richard (akit nem sokkal később már a "The King of Stock Car Racing" néven ismert meg a világ), Buddy Baker, Cale Yarborough, Ned Jarrett, David Pearson és Bobby Allison. Ők voltak a korszak nagy ágyúi, akik nem ritkán hatvannál is több versenyen indultak évente Floridától Kaliforniáig. Richard Petty, az első Daytona 500-as verseny győztesének fia 1964-ben nyerte meg első NASCAR Kupa bajnoki címét a hétből.
Ma Richard "The King" Petty egy NASCAR Nextel Cup csapat tulajdonosa, míg fia, Kyle szintén versenyző lett, aki eddig több mint 750 versenyen indult (8 győzelem, 8 pole) 1979-es első rajtja óta. Az érdeklődés tovább nőtt, valamint egyre nagyobb igény volt a nagyobb és gyorsabb versenypályák iránt is. 1969-ben France megnyitotta a 2,66 mérföldes (4,25 km-es) Alabama International Motor Speedwayt (ma Talladega Superspeedway a neve), a világ legnagyobb és leggyorsabb ovális pályáját. Új pálya épült a michigani Brooklyn-ban (Detroittól kb. 110 km-re délnyugatra), a delaware-i Doverben (Philadelphia és Baltimore között), valamint a pennsylvaniai Poconóban is (két órányira Manhattantől).

### 1970-es évek
Az 1970-es évek további változásokat hoztak. Az egyik a vezetésben következett be, amikor Bill France, Sr. fiára, Bill Jr.-ra hagyta a sportág irányítását 1972. január 10-én. Ebben az időszakban bukkant fel az R. J. Reynolds Tobacco Company, mely a Winston márkájával első számú szponzorrá lépett elő. Ettől kezdve a NASCAR legmagasabb divízióját Winston Cup-nak nevezték. Később a cég megszerezte más kisebb szériák (Weekly Series, melyben a versenyzők több mint 100 pályán versengenek egymással országszerte a helyi címekért) szponzorjogait is (Winston West Series és Winston Racing Series).
1976-ban a NASCAR Winston Cup Szériája – a Goodyear Tire and Rubber Company felmérése szerint – először vezette a motorsportok látogatottsági listáját a világon a maga 1,4 millió helyszíni közönségével egy évben. Ezt az elsőség azóta is töretlen.
1978-ban megtartották az első lámpafényes versenyt a Bristol Motor Speedway-en (akkor még Bristol International Raceway). Az esti program különös látványosság a mai napig.
A televíziós mérföldkövet az 1979-ben megrendezett Daytona 500-as verseny jelentette, amelyet a nézők először követhettek nyomon élőben az otthonaikból. Még az időjárás is a közvetítés segítségére sietett, mert 1979 februárjában, a verseny ideje alatt hatalmas hóvihar dúlt az Amerikai Egyesült Államok keleti részén. Ennek következtében több millió ember otthonába szorult és megnézte a közvetítést, melynek nézettsége sokkal magasabb lett a vártnál. Az emberek ekkor szerették meg a NASCAR versenyeket nagy tömegben és ekkor épült be a köztudatba ez a sportág. Nem mellesleg, az 1979-es Daytona 500-at minden idők legjobb Daytona 500-ának választották, mert csodálatos küzdelmet és felejthetetlen befutót hozott.

### 1980-as évek

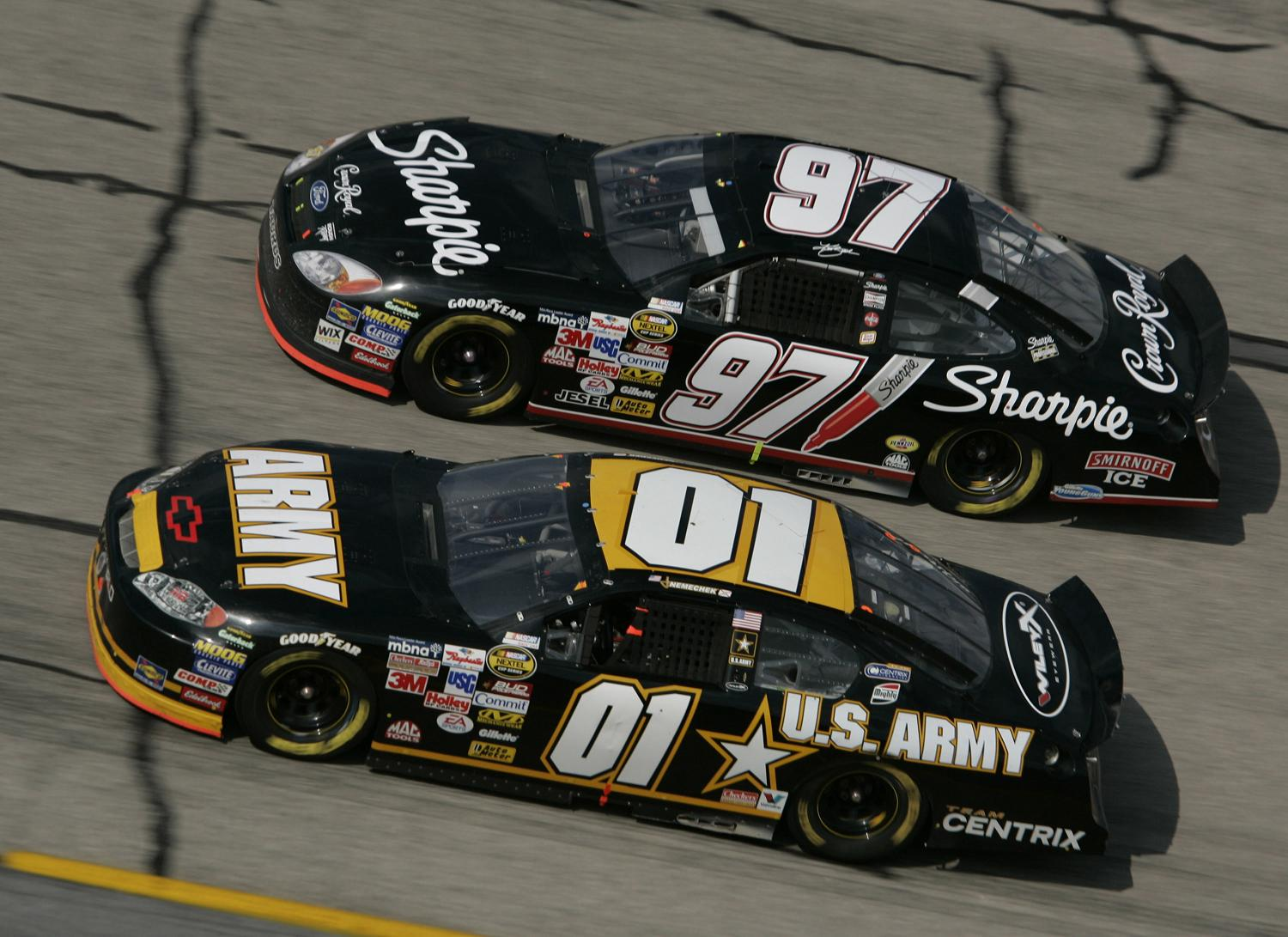
Kurt Busch és Joe Nemechek

1982-ben a NASCAR egyesítette a Late Model Sportsman Divíziót egy új szériában. A terv a nagyobb versenyek megszervezése volt a kisebb, Weekly szériákból. Ez lehetővé tette, hogy a helyi kiválóságok együtt versenyezhessenek egész évben. A St. Louis-i Anheuser-Busch  Inc. lett az új NASCAR Budweiser Late Model Sportsman sorozat egyik szponzora. 1984-ben főszponzorrá lépett elő, azóta ezt a szakágat NASCAR Busch Series Grand National Divison-nak nevezik. Ettől az évtől kezdve a Winston Cup Series nem használta a Grand National Division megnevezést.
A televíziós közvetítések sikere és népszerűsége tovább emelkedett. 1989-ben már az összes Winston Cup versenyt sugározták, nagy részüket élőben. A kiélezett csaták és a nagy sebesség fémjelezte ezeket a rendezvényeket. Darrell Waltrip, Dale Earnhardt és a közönség örökös kedvence, Bill Elliott (és sokan mások) már mosópor, gabonapehely és kávé szponzorok hirdetéseivel a motorháztetőiken rótták a köröket. Az általános termékek reklámjainak megjelenése azt jelentette, hogy a NASCAR-t már mindenki nézte. Bill France 1940-es évek végi jóslata és jövőképe valóra vált: a NASCAR hatalmas lett.

### 1990-es évek
Az 1990-es években még mindig jelen voltak az előző évtized(ek) nagy, legendás nevei: Waltrip, Elliott, Earnhardt (aki hétszer nyerte meg a Winston Cup bajnokságot, ezzel beállítva Richard Petty rekordját). Már ők voltak a veteránok Rusty Wallace-szal, Terry Labonte-val, Ken Schraderrel, Mark Martinnal és a többiekkel együtt. Ahogy minden új évtizedben lenni szokott, megjelentek az új, fiatal kihívók, mint Jeff Gordon, Bobby Labonte és Ricky Craven.
1993-ban – három évvel azután, hogy megrendezte első Busch Series versenyét – a New Hampshire International Speedway (Bostontól 110 km-re északra) vendéglátója lehetett az első Winston Cup eseményének. Közel 70 000 jegyet adtak el egy óra alatt. 1994-ben a NASCAR legmagasabb szériája 4 896 000 helyszíni látogatót vonzott a 31 futama során. Ez 157 936 néző versenyenként és majdnem egymillióval több, mint az előző évben. A NASCAR második szériája, a Busch Series 1 302 400 vendéget fogadott, ami 46 514 fős átlagot jelentett a 28 versenyen. Ugyanebben az évben a legendás Indianapolis Motor Speedway-en megrendezték az első NASCAR-napot, a Brickyard 400-at. Az egymillió jegyrendelőből csak a legszerencsésebb 315 000 láthatta kedvenceit a lelátókról. Az 1995-ös és 1996-os versenyek jegyei kevesebb mint egy hét alatt elkeltek.
1994 májusában a NASCAR bejelentett az új sorozatát, a Craftsman Truck Series-t. Itt Winston Cup stílusú alvázra épített, teljes méretű és nagyságú, Amerikában gyártott pickup-ok indulhattak. Néhány bemutató jellegű fellépés után az első pontversenyt kilenc hónappal később rendezték meg.

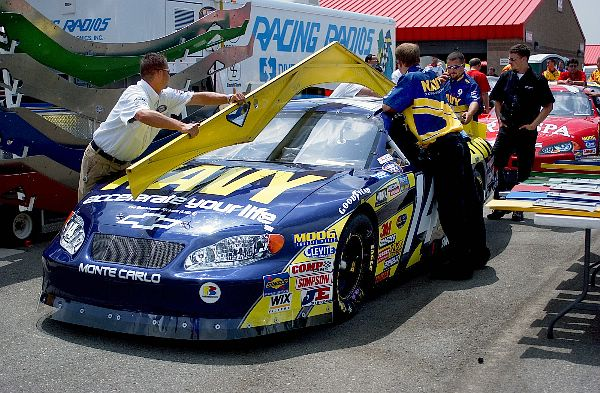
Ellenőrzés

A következő esztendőt a NASCAR-életérzés nemzeti jelenséggé válásának éveként jelölik. A NASCAR címlap sztori volt a Forbes és a Sports Illustrated magazinokon és először lépték túl az ötmilliós látogatottságot a Winston Cup-on. A NASCAR új utakat talált az emberek otthonaiba. A televíziós nézettség minden addigi rekordot megdöntött. A Winston Cup, a Busch Series és a Craftsman Truck Series versenyeire több mint 120 millióan kapcsoltak és a NASCAR elindította saját, sikeres weboldalát is, a http://nascar.com-ot%5B%5D.
1996-ban a NASCAR megnyitotta New York-i irodáját, ahol marketing- és szponzorkapcsolatait építheti majd tovább. Ugyanebben az évben rendezték meg a NASCAR első Egyesült Államokon kívüli versenyét Szuzukában (Japánban), bemutató jelleggel. A versenyt 1997-ben és 1998-ban is megrendezték, utóbbi évben már Motegiben.
1997-ben a NASCAR újabb erőfeszítéseket tett a sportág növelése érdekében. A Winston Cup eljutott a California Speedway-re, Los Angeles mellé, valamint a dallasi piacot is megtámadta a Texas Motor Speedway segítségével. A Busch széria is először lépte át a Mississippi folyót nyugat felé és versenyt rendezett Los Angelesben, Texasban és Las Vegasban. A Craftsman Truck Series Orlandoban, Los Angelesben és Texasban vetette meg a lábát.
Az 1998-as év a NASCAR 50. évfordulójának ünnepe volt, amit egy addig nem látott, összevont marketing-hadjárattal tettek emlékezetessé, tisztelegve a múlt, a jelen és a jövő előtt. Ebben az évben a Winston Cup Las Vegasban, a Busch Széria a coloradoi Pikes Peak International Racewayen, míg a Truck Széria St. Louis-ban, Memphisben és Pikes Peaken rendezhette meg első versenyét. A 33 Winston Cup versenyt több mint 6 270 000 szurkoló látta a helyszíneken. A Busch Széria is 8,2%-os növekedést jegyezhetett az eladott jegyek tekintetében az 1997-es esztendőhöz képest. Már 2 102 000 ember látogatott ki a 31 versenyére, így NASCAR második legnagyobb sorozata először lépte át a kétmilliós álomhatárt.
1998-ban a NASCAR Touring Series tagjainak száma 13-ra bővült a RE/MAX Challenge Series-zel, amelyet a volt közép-nyugati ARTGO Szériából alapítottak meg. A Weekly Sorozatok tovább vonzották magukhoz mind a nézőket, mind a versenyzőket, melyeken már majdnem 100 rövid pályán (short track) folytak a versenyek. A NASCAR már országszerte több mint 55 000 igazolt versenyzővel rendelkezett.
A NASCAR Winston Cup dél felé vette az irányt 1999-ben, amikor megrendezte első versenyét a Miami-Dade Homestead Motorsports Complex Incorporating pályáján. Az 50. évfordulós marketing-hadjáratot követően a NASCAR a második és a harmadik szériájára kezdett koncentrálni.
1999 februárjában a NASCAR az ötvenegy éves történelme során mindössze második alkalommal váltott vezetőséget. Mike Helton, aki Daytonában és Talladegában volt pályabíró, majd 1994-től versenyrendezőként tevékenykedett a NASCAR-nál lett az új alelnök és operációs igazgató. France továbbra is elnök maradt, míg fia, Brian lett a marketingért és kommunikációért felelős osztály alelnöke.

### 2000-es évek
A NASCAR bejelentette új televíziós szerződését a Fox Sports/FX és NBC Sports/TNT csatornákkal a Cup és Busch versenyekre, valamint a  DaimlerChrysler is jelezte a Dodge újbóli visszatérését a Winston Kupába a 2001-es szezontól.
Tizennégy különböző versenyző volt képes a győzelemre a 2000-es évben a Winston Cup-ban, ami egy rendkívül izgalmas és kiélezett küzdelem jele volt. Az első tíz futamon tíz különböző versenyző vihette haza a kockás zászlót, ami új rekordot jelentett a széria számára. 1981 óta először fordult elő, hogy két újonc is képes volt versenyt nyerni ugyanazon évben. Ezt most Matt Kenseth és Dale Earnhardt Jr. mutatta be. Negyvenheten tudtak legalább egy kört vezetni és négyen nyerték életük első Kupa versenyét 2000-ben. Az utóbbi rekordot utoljára 1988-ban érték el.

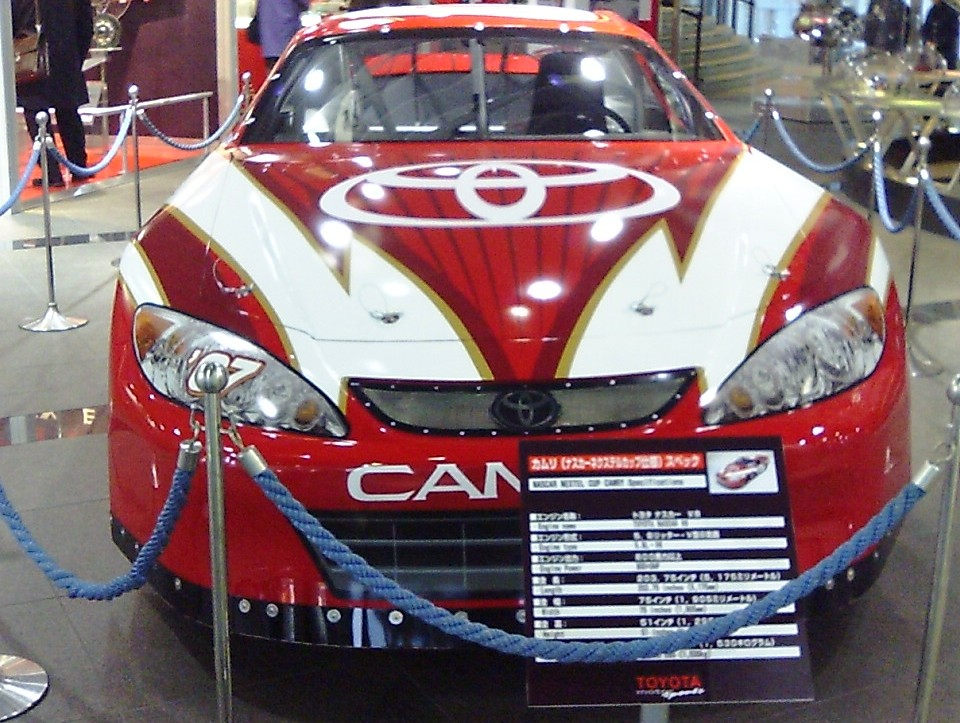
Toyota Camry

2001-től a NASCAR versenyzők, csapatok és pályák addig nem látott nyilvánosságot kaptak az új televíziós szerződés és a 36 fordulósra kibővített szezonnaptár miatt. A küzdelem a versenypályákon továbbra is hozta a megszokott izgalmakat. Michael Waltrip és másik négy versenyző ebben az évben szerezte meg élete első győzelmét a Winston Kupában. Michael Waltrip, aki Darrell Waltrip testvére, a 463. rajtján megnyerte a Daytona 500-at. Tizenkilenc különböző győztes a harminchat versenyen, újabb rekord. Sterling Marlin 1997 óta tudott ismét első díjat hazavinni, méghozzá a michigani Pepsi 400-ról. Két újabb pályával bővült a 2001-es évad. Az egyiket, a Kansasben található pályát Jeff Gordon avatta fel, aki évvégén a negyedik bajnoki címének örülhetett. A chicagoi pályát pedig az év újonca (Rookie of the Year), Kevin Harvick szentelte fel.
A NASCAR tovább harcol a nemzetközi (az Amerikai Egyesült Államokon kívüli) piacokért, melyben nagy segítségére lesz majd Juan Pablo Montoya is, aki 2007-től a Chip Ganassi Racing-hez igazolt. Montoya a legelső Formula–1-es versenyző, aki teljes szezonra szerződött a NASCAR Nextel Cup-ba.

### „Car of Tomorrow” (COT)
A „Car of Tomorrow”, vagyis a „Jövő autója” már a fejlesztések végső szakaszába lépett. Az autót elsősorban a biztonságra hegyezték ki: a vezetői ülést eltolták az autó középvonala felé az oldalról történő ütközések hatékonyabb kivédése miatt. A COT szélességét is megnövelték 10,5 centiméterrel, az első lökhárítót szinte teljesen áttervezték, valamint az egész autó magasabb lett, alkalmazkodva a magasabb versenyzőkhöz. A legszembetűnőbb változáson a hátsó szárny esett át. Ezt az új autót először a 2007-es Bristol-i Nextel Cup versenyen láthatták a nézők, a szezonban összesen 16 alkalommal. A „Car of Tomorrow” első teljes NASCAR Nextel Cup évét 2008-ban futotta.

### Green-white-checker szabály
A NASCAR-ban ezt a szabályt akkor alkalmazzák, ha egy verseny végén sárgazászló lép érvénybe és tovább tart, mint az eredetileg kijelőlt versenytáv. Ilyen esetben a sárgazászlós szakasz vége után zöld zászlót lengetnek be, vagyis elindítják a versenyt, ezután mennek egy kört a versenyzők. Ekkor belengetik a fehér zászlót, vagyis jelzik, hogy ez az utolsó kör, ezt lefutják és leintik a versenyt a kockás zászlóval, amennyiben megint belengetik a sárgazászlót valami miatt, akkor a pálya helyreállítását követően megint a Green-white-checker szabály lép érvénybe.

### Hosszú út
A NASCAR hosszú utat tett meg a Streamline Hoteltől idáig. Sok dolog megmaradt, mint például a szenvedélyes, szoros versenyek, a sportszerű vezetőség és versenyzők, akik idővel igazi amerikai hősökké váltak.